# マペットの大冒険/宝石泥棒をつかまえろ!
『マペットの大冒険/宝石泥棒をつかまえろ!』（マペットのだいぼうけん/ほうせきどろぼうをつかまえろ!、原題: The Great Muppet Caper）は、1981年のアメリカ合衆国の映画。日本では1994年12月2日にVHS（字幕スーパー版）で発売された（発売元：ブエナ・ビスタ・ジャパン、販売元：松竹ホームビデオ、規格品番：KS-0208）。

## キャスト
- ダイアナ・リグ
- チャールズ・グローディン
- ジョン・クリーズ
- ジョアン・サンダーソン
- ジャック・ウォーデン
- ピーター・フォーク[1]
- ロバート・モーレイ
- ピーター・ユスティノフ
- マイケル・ロビンズ
- ピーター・ヒューズ
- ペギー・アイチソン
- トミー・ゴッドフリー

### マペット
- ジム・ヘンソン：カーミット、ロルフ、ドクター・ティース、ウォルドーフ
- フランク・オズ：ミス・ピギー、フォジー他
- ジェリー・ネルソン：フロイド・ペッパー、ルー・ジーランド他
- リチャード・ハント：スウィータム他
- デーヴ・ゲルツ：ゴンゾ、ズート他
- スティーヴ・ホイットマイア：リゾ他
- キャロル・スピニー：オスカー・ザ・グラウチ[2]